# Bilocació
La bilocació és l'acte paranormal d'aparèixer o de ser a dos o més llocs al mateix temps.
Al cristianisme, es diu que arriba gràcies a un acte de Déu amb la intenció de portar a terme alguna acció piadosa com guarir algú o predicar.
Alguns personatges que s'afirma que han manifestat aquest fenomen són: Alfons Maria de Liguori, Antoni de Pàdua, Felip Neri, Emanuel Swedenborg, el sacerdot italià Pius de Pietrelcina, María Jesús de Ágreda, Úrsula Micaela Morata, María de León Bello y Delgado, Martí de Porres, Sant Pedro Regalado o Sant Joan Bosco.